# Villers-le-Bouillet
Villers-le-Bouillet är en kommun i Belgien.   Den ligger i provinsen Liège och regionen Vallonien, i den centrala delen av landet, 70 km öster om huvudstaden Bryssel. Antalet invånare är 6 271.
Trakten runt Villers-le-Bouillet består till största delen av jordbruksmark. Runt Villers-le-Bouillet är det tätbefolkat, med 286 invånare per kvadratkilometer.